# Fuente Dé
Fuente Dé ist ein Ortsteil der spanischen Gemeinde Camaleño in der autonomen Gemeinschaft Kantabrien. Der Ort zählt zum Nationalpark Picos de Europa, er liegt auf rund 1100 m Höhe in einem nach Süden offenen Talkessel, der halbrund von bis zu 300 m hohen Felswänden umgeben ist. Die besondere Lage macht ihn sowohl für Touristen als auch für Geomorphologen interessant. Das spanische Wort „Fuente“ bedeutet „Quelle“, in Fuente Dé entspringt der Fluss Río Deva.

## Seilbahn
Bedeutende Attraktion von Fuente Dé die gleichnamige Seilbahn, die auf 1823 m Höhe zur Bergstation „El Cable“ führt. Die Streckenlänge beträgt 1840 m. Von der Bergstation hat der Besucher einen beeindruckenden Blick auf die Bergwelt der Picos de Europa.

## Tourismus und Aktivitäten

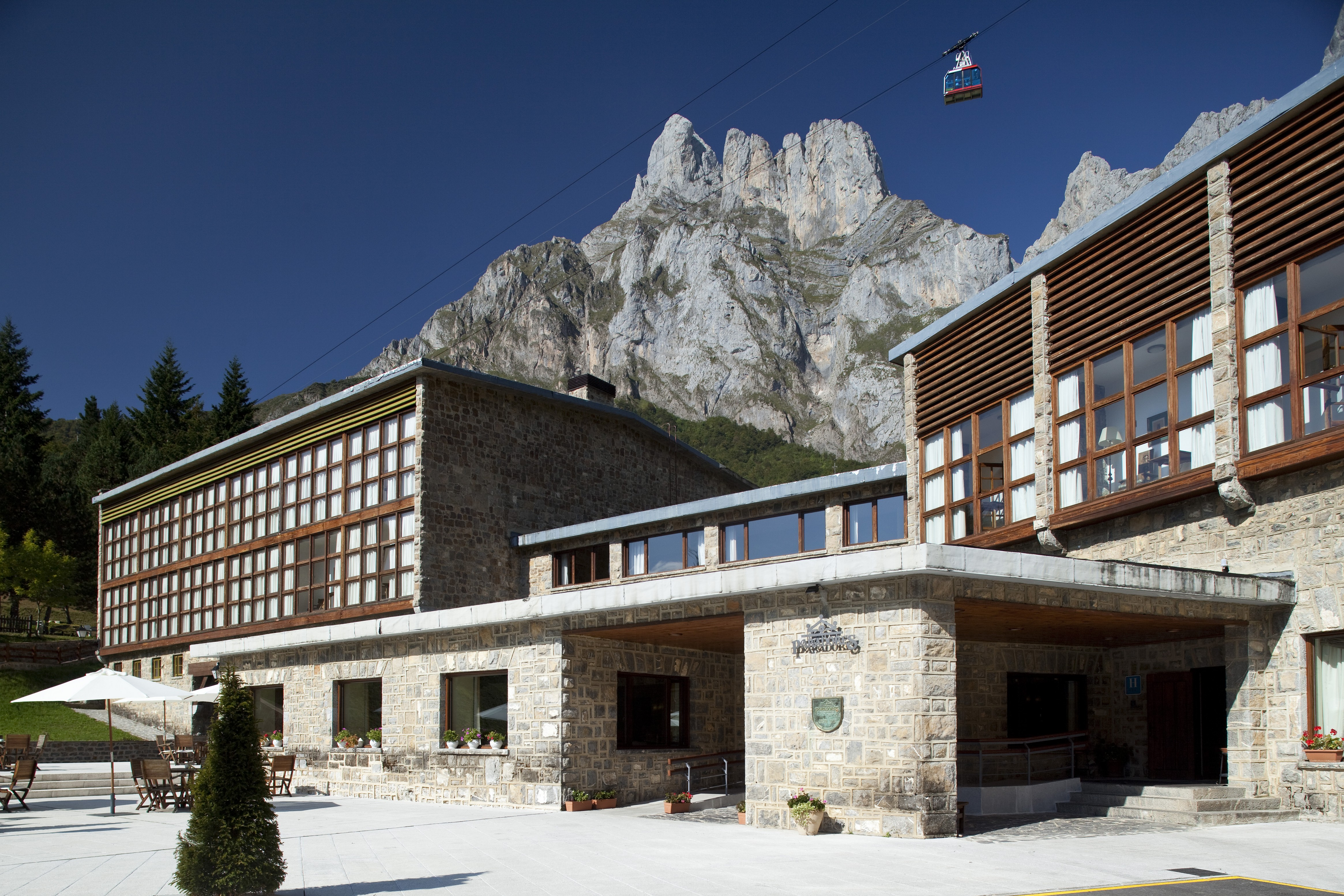
Parador von Fuente Dé

In Fuente Dé steht ein Hotel der spanischen Parador Kette, es ist im Stil moderner Berghotels mit einer Fassade aus Holz, Glas und behauenen Natursteinen gebaut. In Fuente Dé sowie bei der Bergstation der Seilbahn beginnen zahlreiche Wanderwege. Möglichkeiten sind der Aufstieg zum Alto de la Triguera (1916 m), die Umrundung des Peña Remoña Berges, der Camino de Áliva oder ein Ausflug zum Bergdorf Mogrovejo. 
Fuente Dé war 2012 Ziel der 17. Etappe der Radrundfahrt Vuelta a España. Der Anstieg zählte in der Bergwertung zur zweiten Kategorie. Etappensieger war der Spanier Alberto Contador.

## Höhlenforschung
Im Kalksteingebirge von Picos de Europa befinden sich rund 300 Höhlen, die in den letzten Jahren vermehrt wissenschaftlich untersucht wurden. Die größten Höhlen sind „La Oliseda“ (806 m Tiefe), „La Horcadina“ (803 m), „Los Mandriles“ (200 m) und „El Sumidero“ (170 m). Im Jahr 2002 und 2003 wurde zwei weitere Höhlen entdeckt, die „Sima de la Cornisa“ mit 803 m und die „Torca Magali“  mit 400 m. Die Höhlenforscher haben inzwischen entdeckt, dass der Ursprung der Höhle „Torca Magali“ unter der Höhle „Sima de la Cornisa“ beginnt, so dass beide zusammen eine Tiefe von 1507 m bilden. Der Verbund der beiden Höhlen zählt zur zweitlängsten Höhle Spaniens. Der Eingang zur Höhle ist nur 2 km von der Bergstation der Seilbahn entfernt. 